# Christabelle Borg
Christabelle Borg (født 28. april 1992) er en maletisk sanger, sangskriver, og tv vært, som repræsenterede Malta ved Eurovision Song Contest 2018 med sangen "Taboo". Hun opnåede en 13. plads i den anden semifinale og derfor kvalificerede hun ikke til finalen.